# Robert Axelrod
Robert Axelrod (Chicago, 27 de mayo de 1943) es un profesor de ciencias políticas y políticas públicas en la Universidad de Míchigan. Tiene cátedra en el Departamento de Ciencias Políticas en la Gerald R. Ford School of Public Policy. Antes de ejercer como profesor en Míchigan, enseñó en la Universidad de California, sede Berkeley (1968–1974). Su graduación la realizó en Ciencias Matemáticas en la University of Chicago (1964) y el PhD en ciencias políticas en Yale University (1969). Es conocido por su contribución dentro de la teoría de juegos por la cooperación y las estrategias evolutivas aplicados a la complejidad económica. En el año 1984 publicó un libro titulado: The Evolution of Cooperation (La evolución de la cooperación).

## Publicaciones
- Axelrod, Robert (1976), Structure of Decision: The Cognitive Map of Political Elites, Princeton University Press, ISBN 0-691-10050-0.
- Axelrod, Robert; Hamilton, William D. (27 de marzo de 1981), «The Evolution of Cooperation», Science 211: 1390-96, PMID 7466396, doi:10.1126/science.7466396.
- Axelrod, Robert (1984), The Evolution of Cooperation, Basic Books, ISBN 978-0-465-02122-2.
- Axelrod, Robert (1986) La evolución de la cooperación. El dilema del prisionero y la teoría de juegos. Madrid: Alianza
- Axelrod, Robert (1997), The Complexity of Cooperation: Agent-Based Models of Competition and Collaboration, Princeton University Press, ISBN 0-691-01567-8.
- Axelrod, Robert (2004), La complejidad de la cooperación: modelos de cooperación y colaboración basados en los agentes (2ª edición), Fondo de Cultura Económica, 279 pp., ISBN 9505576099.
- Axelrod, Robert (2006), The Evolution of Cooperation (revisada edición), Perseus Books Group, ISBN 0-465-00564-0.